# Рафал Ольбінський
Ра́фал Ольбі́нський (пол. Rafał Olbiński; справжнє ім'я — Ю́зеф Ра́фал Фе́лікс Халу́пка (пол. Józef Rafał Feliks Chałupka); *21 лютого 1943, Кельці) — польський художник-неосюрреаліст, графік, ілюстратор.

## Життєпис
Закінчив Кельцівську вищу школу ім. Стефана Жеромського. Згодом здобував освіту архітектора у Варшавському Політехнічному університеті, який закінчив 1969 року. Після цього працював графіком у журналі «Jazz Forum».
1981 року Рафал переїхав до Парижу, а роком пізніше емігрував до Нью-Йорку. З 1985 року почав викладати у Нью-Йоркській школі візуальних мистецтв.
Картини та ілюстрації Рафала було опубліковано у таких виданнях як «Time», «Playboy», «The New York Times», «The New Yorker», «Business Week» та ін.
Роботи Рафала є у колекціях Фонду Карнеґі та Національного мистецького клубу (Нью-Йорк), Бібліотеки Конгерсу у Вашингтоні, Республіканської Нью-Йоркської корпорації, а також у безлічі приватних колекцій у США, Європі, Азії та Підвенній Америці.
Мистецтво Рафала пронизане поетичним гумором, засобом якого художник намагається показати нам, що наша уява — чарівний світ. Таким чином Рафал скеровує нас до іншого всесвіту, сюрреального.
Твори Ольбінського отримали всесвітнє визнання і неодноразово здобували нагороди, зокрема Золоту та Срібну медалі Спілки ілюстраторів Нью-Йорку, Міжнародна нагорода Оскар за найпам'ятніший плакат світу (1994).
В оформленні обкладинки книги Ліни Костенко «Записки українського самашедшого» 2011 року використано картину Ольбінського Manon Pelleas et Melisande.